# The Colony (2013)
The Colony is een Canadese sciencefiction-horrorfilm uit 2013, geregisseerd door Jeff Renfroe.

## Verhaal
Door de opwarmende klimaatverandering hebben mensen in de nabije toekomst weermachines gebouwd om de opwarming van de Aarde te beheersen. Als de machines kapot gaan, gaat het op een dag sneeuwen zonder dat het stopt. Een aantal groepen mensen die nog in leven zijn, verblijven in ondergrondse bunkers om aan de extreme kou te ontsnappen. Door een onbekende ziekte sterven ook daar veel mensen. Als bunker Colony 7 al zeven dagen geen bericht meer heeft ontvangen van Colony 5 (de enige bunker waarmee ze nog contact hebben), maakt leider Briggs van Colony 7 samen met twee vrijwilligers een reis in de barre kou naar de bunker Colony 5 om te kijken of ze hulp kunnen gebruiken. Maar daar aangekomen treffen ze heel wat anders aan dan ze verwacht hadden.

## Rolverdeling
| Acteur             | Personage |
| ------------------ | --------- |
| Laurence Fishburne | Briggs    |
| Kevin Zegers       | Sam       |
| Bill Paxton        | Mason     |
| Charlotte Sullivan | Kai       |
| Atticus Mitchell   | Graydon   |
| Julian Richings    | Leland    |